# Phthiria incisa
Phthiria incisa är en tvåvingeart som beskrevs av Becker 1915. Phthiria incisa ingår i släktet Phthiria och familjen svävflugor.
Artens utbredningsområde är Tunisien. Inga underarter finns listade i Catalogue of Life.